# Rejon szkłowski
Rejon szkłowski (biał. Шклоўскі раён) – rejon we wschodniej Białorusi, w obwodzie mohylewskim. Leży na terenie dawnego powiatu mohylewskiego.